# One More Car, One More Rider
| 전문가 평가   | 전문가 평가 |
| 평가 점수     | 평가 점수   |
| 출처          | 점수        |
| ------------- | ----------- |
| Allmusic      | [ 1 ]       |
| Rolling Stone | [ 2 ]       |

《One More Car, One More Rider》는 2002년 11월 5일, 리프리즈 레코드에서 발매된 에릭 클랩튼의 여덟 번째 라이브 음반이다. 이 음반은 또한 세 번째 더블 라이브 음반이다. 이 음반에는 클랩튼의 2001년 월드 투어 동안 연주된 곡들이 수록되어 있다. 이 음반의 녹음은 2001년 8월 18일과 19일 로스엔젤레스의 스테이플스 센터에서 이틀 밤을 보낸 것이다. 이번 음반에는 앤디 페어웨더 로우, 스티브 갯, 네이선 이스트, 빌리 프레스턴, 그레그 필린게인즈, 데이빗 샌셔스 등이 참여했다. 에릭 클랩튼 자신도 이번 음반이 그의 마지막 월드 투어가 될 것이라고 말함으로써 이 음반의 가치가 처음에는 더 높아지게 되었다. 그러나 그 이후 그는 혼자서, 스티브 윈우드와 함께 여러 차례 세계 순회 공연을 했다.
이 음반의 DVD 버전도 있다. 이 DVD에는 CD에 수록되지 않은 빌리 프레스턴이 부른 〈Will It Go Round in Circles〉가 수록되어 있다. 이 DVD는 브라이언 록우드와 대니 오브라이언이 감독했다.
이 음반은 2019년 레코드 가게의 날에 처음으로 리미티드 에디션 3LP 클리어 바이닐로 발매되었다. CD의 처음 4곡은 1편이었는데, 3장의 음반의 다른 5면에 각각 3곡이 수록되어 있었고, 2장의 CD 세트의 19곡 전체가 6면에 걸쳐 나타났다.

## 곡 목록
| #   | 제목                   | 작사·작곡                               | 재생 시간 |
| --- | ---------------------- | --------------------------------------- | --------- |
| 1.  | 〈Key to the Highway〉 | 빅 빌 브룬지, 찰스 시거                 | 3:41      |
| 2.  | 〈Reptile〉            | 에릭 클랩튼                             | 5:59      |
| 3.  | 〈Got You on My Mind〉 | 하워드 빅스, 조 토머스                  | 3:51      |
| 4.  | 〈Tears in Heaven〉    | 클랩튼, 윌 제닝스                       | 4:34      |
| 5.  | 〈Bell Bottom Blues〉  | 클랩튼                                  | 5:02      |
| 6.  | 〈Change the World〉   | 고든 케네디, 웨인 커크패트릭, 토미 심스 | 6:16      |
| 7.  | 〈My Father's Eyes〉   | 클랩튼                                  | 8:34      |
| 8.  | 〈River of Tears〉     | 클랩튼, 사이먼 클리미                   | 8:59      |
| 9.  | 〈Going Down Slow〉    | 세인트 루이스 지미                      | 5:34      |
| 10. | 〈She's Gone〉         | 클랩튼, 클리미                          | 6:58      |

| #  | 제목                            | 작사·작곡                      | 재생 시간 |
| -- | ------------------------------- | ------------------------------ | --------- |
| 1. | 〈I Want a Little Girl〉        | 머레이 멘처, 빌리 몰           | 4:38      |
| 2. | 〈Badge〉                       | 클랩튼, 조지 해리슨            | 6:02      |
| 3. | 〈Hoochie Coochie Man〉         | 윌리 딕슨                      | 4:30      |
| 4. | 〈Have You Ever Loved a Woman〉 | 빌리 마일스                    | 7:53      |
| 5. | 〈Cocaine〉                     | J. J. 케일                     | 4:20      |
| 6. | 〈Wonderful Tonight〉           | 클랩튼                         | 6:42      |
| 7. | 〈Layla〉                       | 클랩튼, 짐 고든                | 9:16      |
| 8. | 〈Sunshine of Your Love〉       | 잭 브루스, 클랩튼, 피트 브라운 | 7:11      |
| 9. | 〈Over the Rainbow〉            | 해럴드 알렌, E. Y. 하르부르크  | 6:33      |

## 인증
| 국가                                                  | 인증        | 판매량/출하량 |
| ----------------------------------------------------- | ----------- | ------------- |
| 브라질 (Pro-Música Brasil)                            | 골드        | 50,000*       |
| 비디오 판매                                           |             |               |
| 아르헨티나 (CAPIF)                                    | 2× 플래티넘 | 16,000^       |
| 브라질 (Pro-Música Brasil)                            | 골드        | 25,000*       |
| 덴마크 (IFPI Danmark)                                 | 골드        | 25,000^       |
| 스웨덴 (GLF)                                          | 골드        | 10,000^       |
| 미국 (RIAA)                                           | 플래티넘    | 100,000^      |
| *판매량을 기반으로 한 인증 ^출하량을 기반으로 한 인증 |             |               |